# Иваница, Любомир Михайлович
Любомир Иваница (род. 27 июля 1990) — словацкий гандболист, выступающий за словацкий клуб Поважска-Бистрица.

## Карьера

#### Клубная
Любомир Иваница начинал свою профессиональную карьеру на Украине. Любомир Иваница выступал в сезоне 2011/12 в составе Будивельник (Бровары), за тот сезон в матчах чемпионата Украины забил 85 голов. С 2012 года выступает за словацкий клуб ГК Агро Топольчани. Любомир Иваница помог ГК Агро Топольчани стать бронзовым призёром чемпионата Словакии в 2015 году.

## Награды
- Бронзовый призёр чемпионата Словакии: 2015

## Статистика
| Сезон        | Клуб                  | Лига              | Матчи | Голы | 7-метр | Голы |
| ------------ | --------------------- | ----------------- | ----- | ---- | ------ | ---- |
| 2011-12      | Будивельник (Бровары) | Чемпионат Украины |       | 85   |        |      |
| 2016-17      | ГК Агро Топольчани    | Екстралига        | 21    | 69   | 0      | 69   |
| 2017-18      | ГК Агро Топольчани    | Екстралига        | 20    | 43   | 0      | 43   |
| 2018-19      | ГК Поважска Бистрица  | Екстралига        | 28    | 141  | 2      | 139  |
| 2016-по н.в. | Итого                 | Екстралига        | 69    | 253  | 2      | 251  |